# Сенек (Мангистауская область)
Сене́к (каз. Сенек) — село в Каракиянском районе Мангистауской области Казахстана. Административный центр Сенекского сельского округа. Расположено в 30 км к востоку от посёлка Кызылсай.
Село известно благодаря расположенному здесь некрополю XIX века. В состав комплекса некрополя входит ряд ценных архитектурных сооружений, среди которых выделяется мавзолей Нурбергена Калишева.
В селе есть дом культуры и амбулатория.

## Население
В 1999 году население села составляло 1769 человек (885 мужчин и 884 женщины). По данным переписи 2009 года, в селе проживало 2038 человек (1016 мужчин и 1022 женщины).